# Långtjärnet (Långseruds socken, Värmland)
Långtjärnet är en sjö i Säffle kommun i Värmland och ingår i Göta älvs huvudavrinningsområde. Sjöns area är 0,034 kvadratkilometer och den befinner sig 221 meter över havet.